# 艾訥貢特山

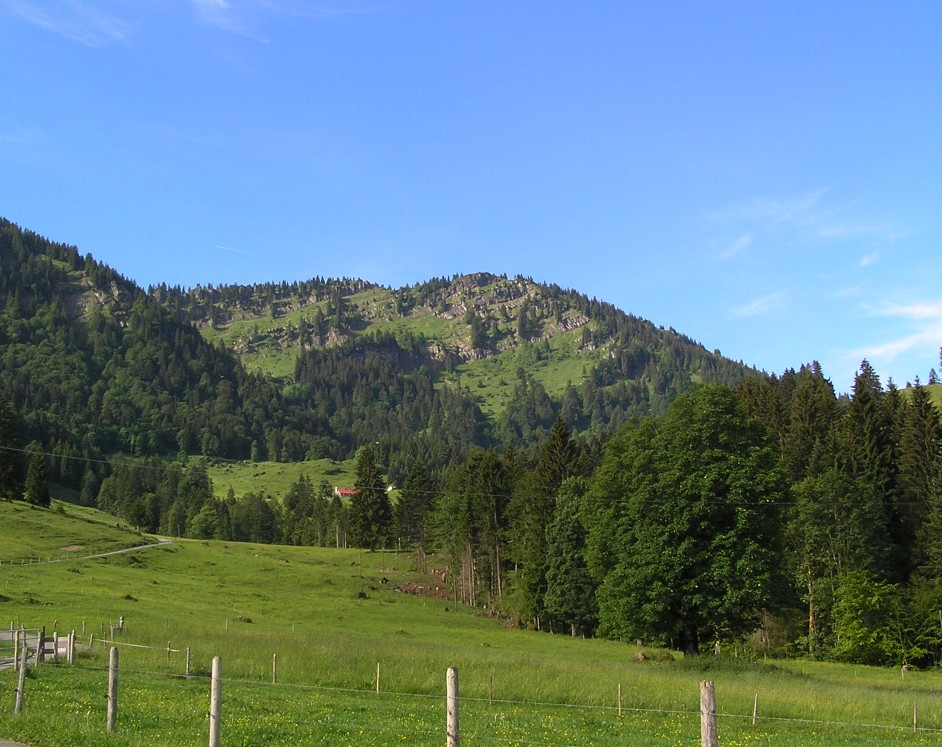

47°29′20″N 10°02′19″E / 47.488916°N 10.038575°E
艾訥貢特山（德語：Eineguntkopf），是中歐的山峰，位於奧地利和德國接壤的邊境，屬於阿爾高阿爾卑斯山脈的一部分，距離塞萊山1.6公里，海拔高度1,639米。